# Mr. Robot (série télévisée)
Pour les articles homonymes, voir Mr. Robot.
Mr. Robot est une série télévisée américaine en 45 épisodes d'environ 45 minutes créée par Sam Esmail avec l'idée de Amin Hammani et diffusée entre le 24 juin 2015 et le 22 décembre 2019 sur USA Network.

## Synopsis
Elliot Alderson est un jeune informaticien vivant à New York, qui travaille en tant qu'ingénieur en sécurité informatique pour Allsafe Security. Il lutte constamment contre un trouble dissociatif et son processus de pensée semble fortement influencé par la paranoïa. Il pirate les comptes des gens, ce qui le conduit souvent à agir comme un cyber-justicier. Elliot rencontre « Mr. Robot », un mystérieux anarchiste qui souhaite le recruter dans son groupe de hackers connu sous le nom de « Fsociety ». Leur objectif consiste à rétablir l'équilibre de la société par la destruction des infrastructures des plus grosses banques et entreprises du monde, notamment le conglomérat E Corp. (surnommé « Evil Corp. » par Elliot) qui, comme client, par ailleurs, représente 80 % du chiffre d'affaires d’Allsafe Security.

## Distribution

### Acteurs principaux
- Rami Malek (VF : Julien Lucas) : Elliot Alderson
- Carly Chaikin (VF : Christine Braconnier) : Darlene Alderson
- Portia Doubleday (VF : Ludivine Maffren) : Angela Moss
- Martin Wallström (VF : Valéry Schatz) : Tyrell Wellick
- Christian Slater (VF : Boris Rehlinger) : « Mr. Robot » (Edward Alderson)
- Michael Cristofer (VF : Bernard Lanneau) : Phillip Price (récurrent saison 1, principal saisons 2 à 4).
- Stephanie Corneliussen (VF : Emmanuelle Rivière) : Joanna Wellick (récurrente saison 1, principale saisons 2 et 3).
- Grace Gummer (VF : Christèle Billault) : Dominique « Dom » DiPierro (saisons 2 à 4).
- B. D. Wong (VF : Xavier Fagnon) : « Whiterose », ou Zhang (récurrent saisons 1 et 2, principal saisons 3 et 4).
- Bobby Cannavale (VF : Constantin Pappas) : Irving (saison 3, invité saison 4).
- Elliot Villar (VF : Benjamin Penamaria) : Fernando Vera (récurrent saison 1, invité saison 3, principal saison 4).
- Ashlie Atkinson (en) (VF : Chantal Baroin) : Janice (saison 4).

### Acteurs récurrents

#### Vie d’Elliot
- Gloria Reuben (VF : Brigitte Bergès) : Krista Gordon
- Frankie Shaw (VF : Marie Tirmont) : Shayla Nico (saison 1)
- Vaishnavi Sharma (VF : Catherine Artigala) : Magda Alderson (saisons 1, 2 et 4)
- Joey Badass (VF : Ricky Tribord) : Leon (saisons 2 à 4)
- Eve Lindley : Carla (saison 2)
- Craig Robinson (VF : Pascal Vilmen) : Ray Heyworth (saison 2)
- Bernadette Quigley : Chaplain (saison 2)
- Josh Mostel : Bo (saison 3)
- Dominik Garcia : Olivia Cortez (saison 4)

#### Fsociety
- Ron Cephas Jones (VF : Jean-Michel Martial) : Leslie Romero (saisons 1, invité saison 2)
- Azhar Khan (VF : Charles Borg) : Sunil « Mobley » Markesh (saisons 1 à 3)
- Sunita Mani (en) (VF : Olivia Luccioni) : Shama « Trenton » Biswas (saisons 1 à 3)
- Anthony Jennings : Vincent (saison 2)

#### Allsafe Security
- Michel Gill (VF : Patrice Baudrier) : Gideon Goddard (saisons 1 et 2, invité saison 3)
- Randy Harrison (VF : Taric Mehani) : Harry Davis (saison 1)
- Ben Rappaport (VF : Emmanuel Garijo) : Ollie Parker (saison 1, invité saison 2)
- Aaron Takahashi (en) (VF : Frédéric Pulcini) : Lloyd Chong (saison 1, invité saison 2)

#### E-Corp
- Bruce Altman (VF : Régis Lang) : Terry Colby (saison 1, invité saisons 2 et 3)
- Brian Stokes Mitchell (VF : François Dunoyer) : Scott Knowles (saisons 1 et 2)
- Michele Hicks (VF : Claire Guyot) : Sharon Knowles (saison 1, invitée saison 2)
- Sandrine Holt (VF : Josy Bernard) : Susan Jacobs (saison 2)
- Ramy Youssef (VF : Sébastien Finck) : Samar Swailem (saison 3)
- Christine M. Campbell : Janet Robinson (saison 3)
- Kathryn Danielle : Bobbi (saison 3)

#### Dark Army
- Michael Drayer (VF : Mathias Timsit) : Francis "Cisco" Shaw (saisons 1 à 3)
- Grant Chang (VF : Taric Mehani) : Grant (saisons 2 et 3)
- Stephen Lin : L'homme aux hamburgers (saison 3, invité saisons 1 et 2)
- Jing Xu : Wang Shu (saison 4)

#### Agents de police ou du FBI
- Aasif Mandvi : Jesse, agent spécial (saison 2)
- Olivia Washington : partenaire de Dom (saison 2)
- Omar Metwally (VF : Nessym Guetat) : Ernesto Santiago (saisons 2 et 3)
- Rizwan Manji (en) (VF : Marc Saez) : Norm Gill (saison 3)

#### Autres
- Sakina Jaffrey (VF : Pascale Vital) : Antara Nayar (saisons 1 et 2, invité saison 3)
- Jeremy Holm (VF : Jean-Luc Atlan) : Donald "Mr. Sutherland" Hoffman (saisons 1 et 2, invité saison 3)
- Armand Schultz (VF : Stéphane Bazin) : Lenny Shannon/Michael Hensen (saison 1, invité saisons 2 et 3)
- Don Sparks : Donald Moss (saison 1, invité saison 2)
- Rick Gonzalez : Isaac Vera (saison 1)
- Chris Conroy (VF : Jérôme Frossard) : Derek (saison 2, invité saison 3)
- Michael Maize : "Lone Star" Lockwood (saison 2)
- Dorothi Fox (en) : Nell (saison 2)
- Luke Robertson (en) (VF : Stéphane Miquel) : Rat Tail (saison 2)

### Version française
- - Société de doublage : Nice Fellow[2]
  - Direction artistique : Roland Timsit[3]
  - Adaptation des dialogues : Tim Stevens, Marie Fuchez & Sylvie André

 Source et légende : version française (VF) sur RS Doublage et DSD

### Photos des acteurs

Photos des acteurs
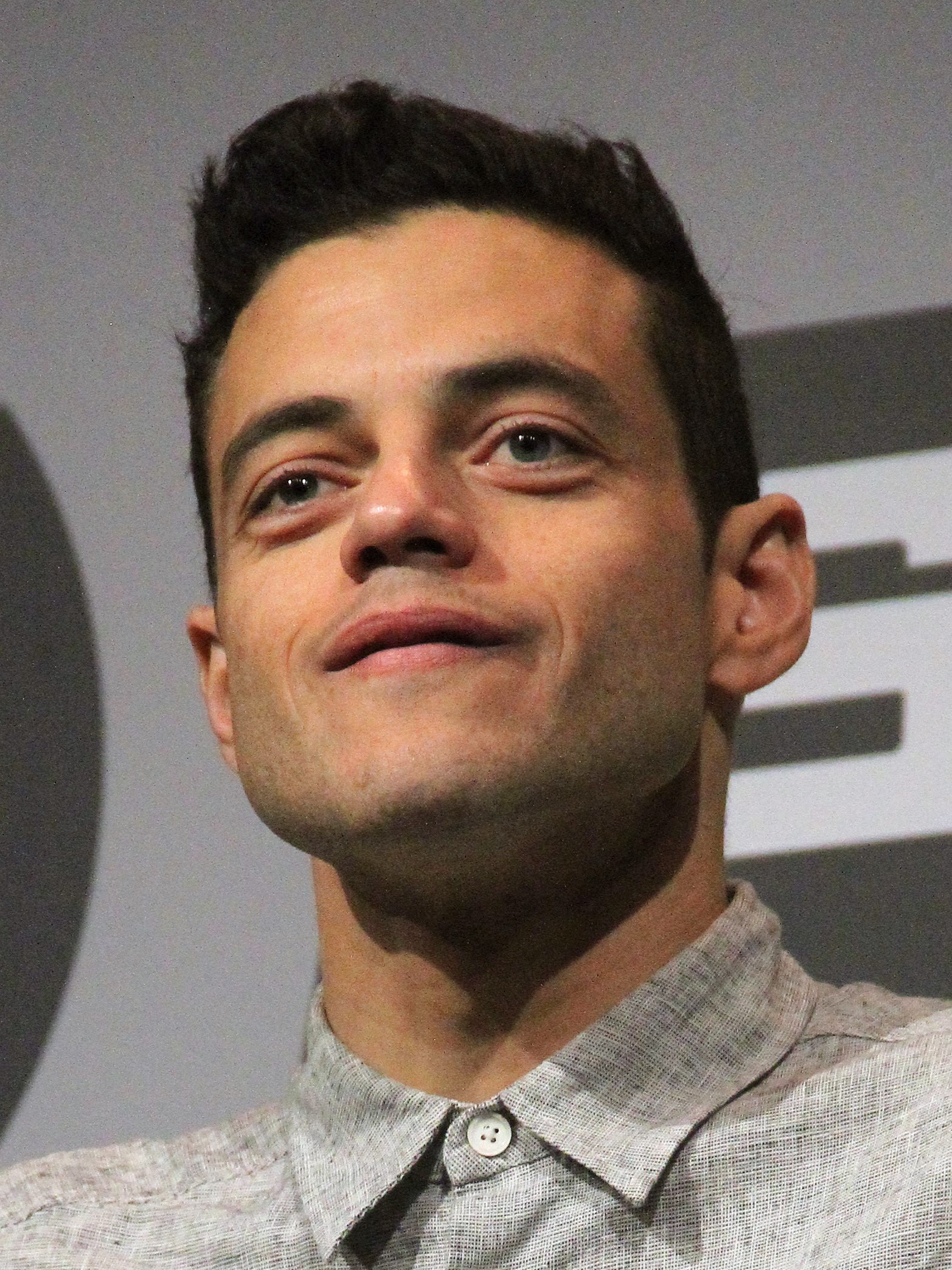
Rami Malek, interprète d’Elliot Alderson.
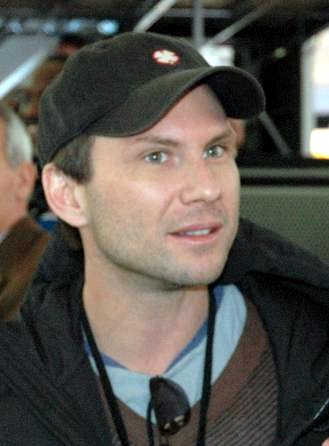
Christian Slater, interprète de Mr. Robot.
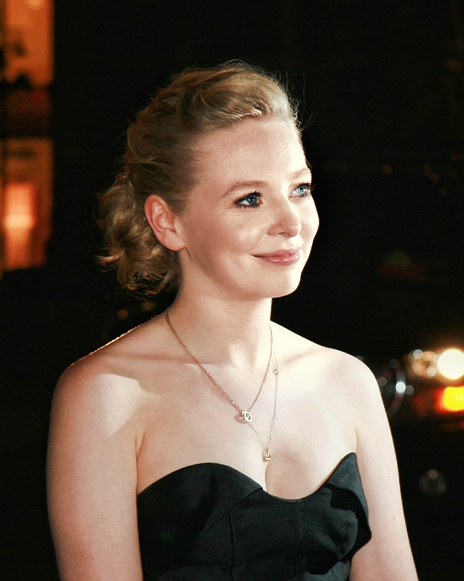
Portia Doubleday, interprète d’Angela Moss.
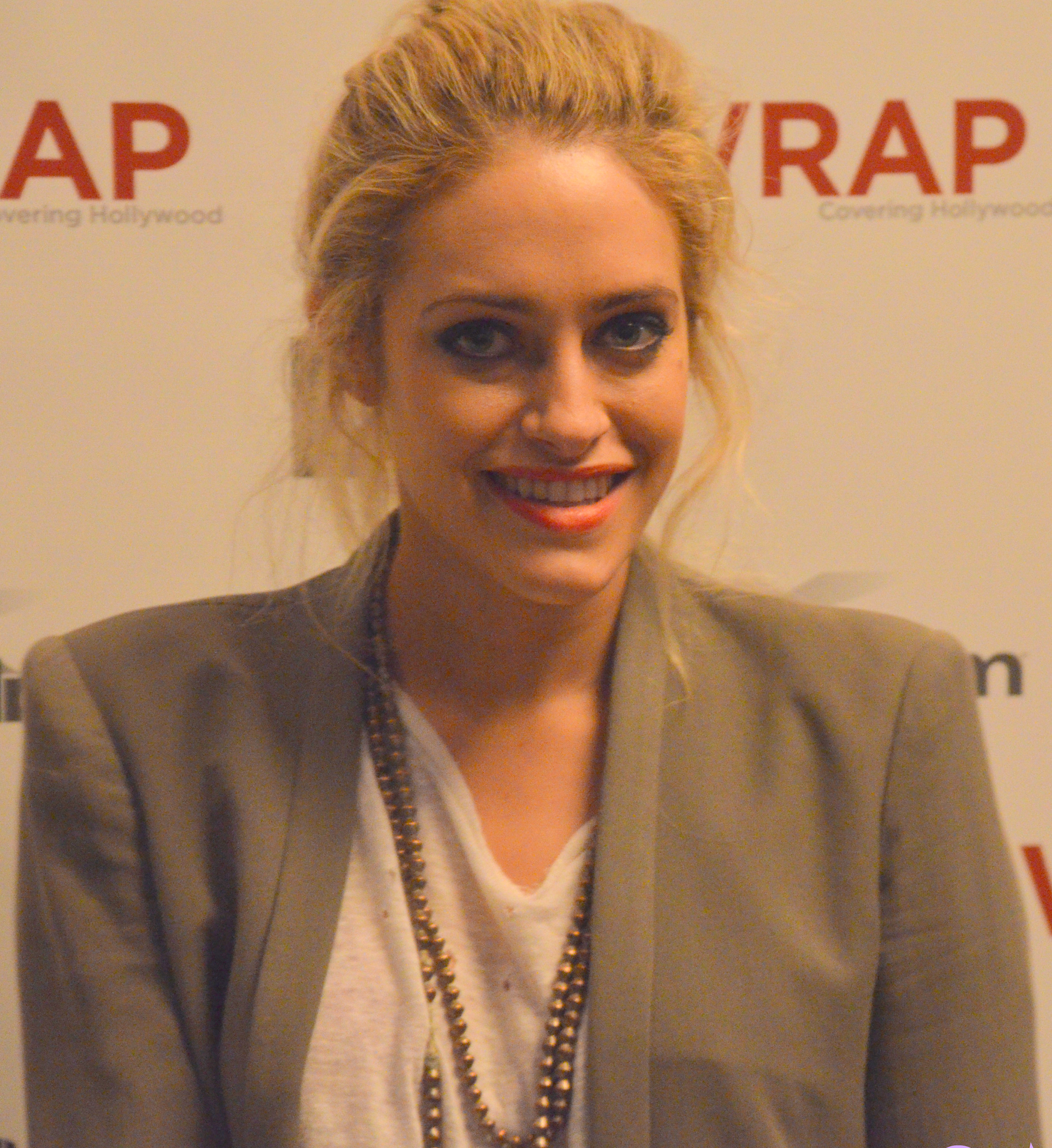
Carly Chaikin, interprète de Darlene.
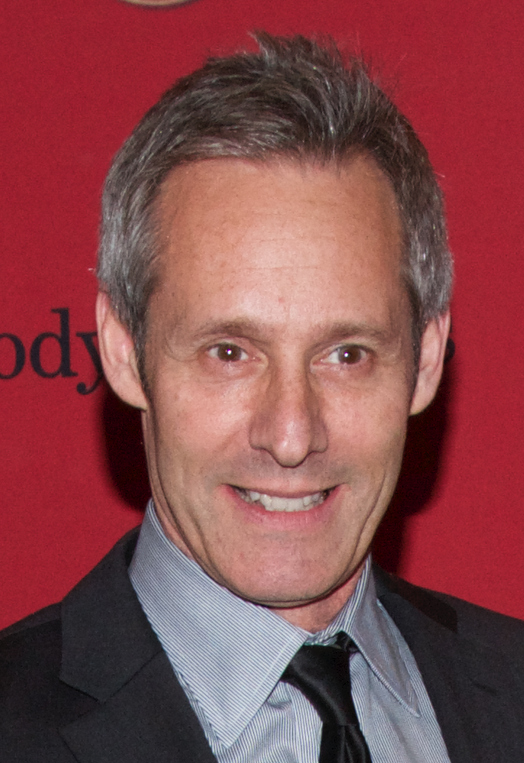
Michel Gill, interprète de Gideon Goddard.
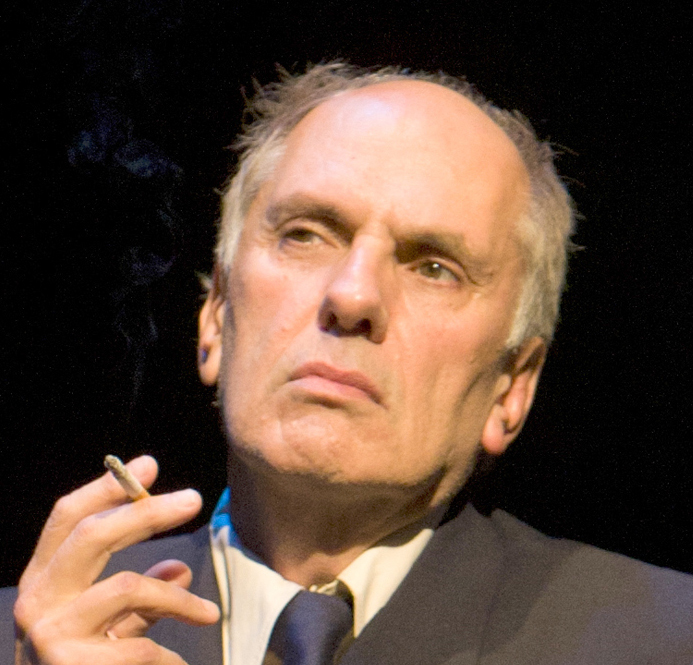
Michael Cristofer, interprète de Phillip Price.
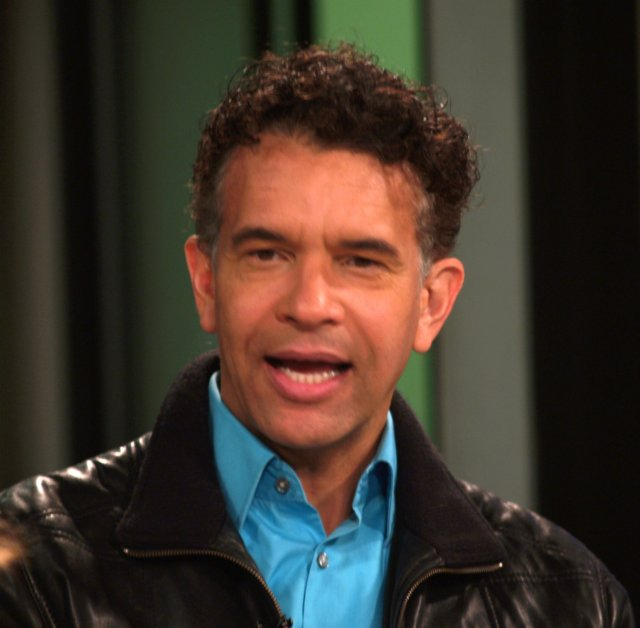
Brian Stokes Mitchell, interprète de Scott Knowles.
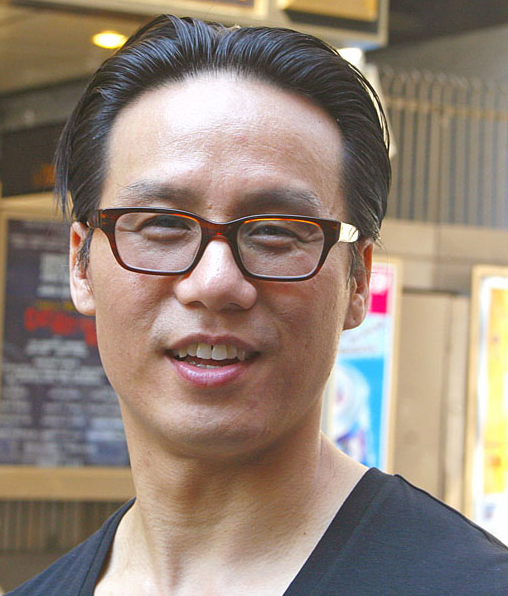
B. D. Wong, interprète de « Whiterose ».
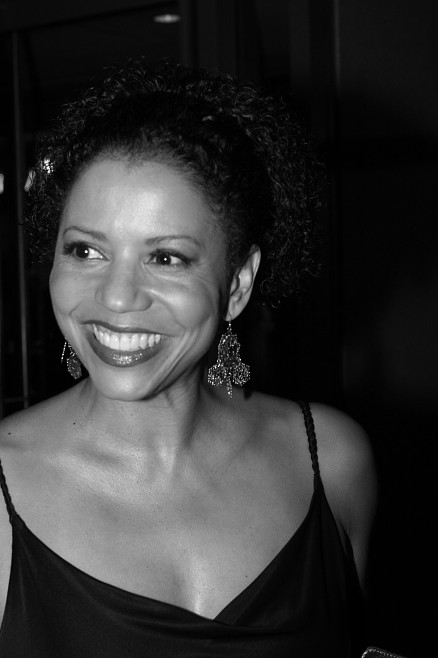
Gloria Reuben, interprète de Krista Gordon.
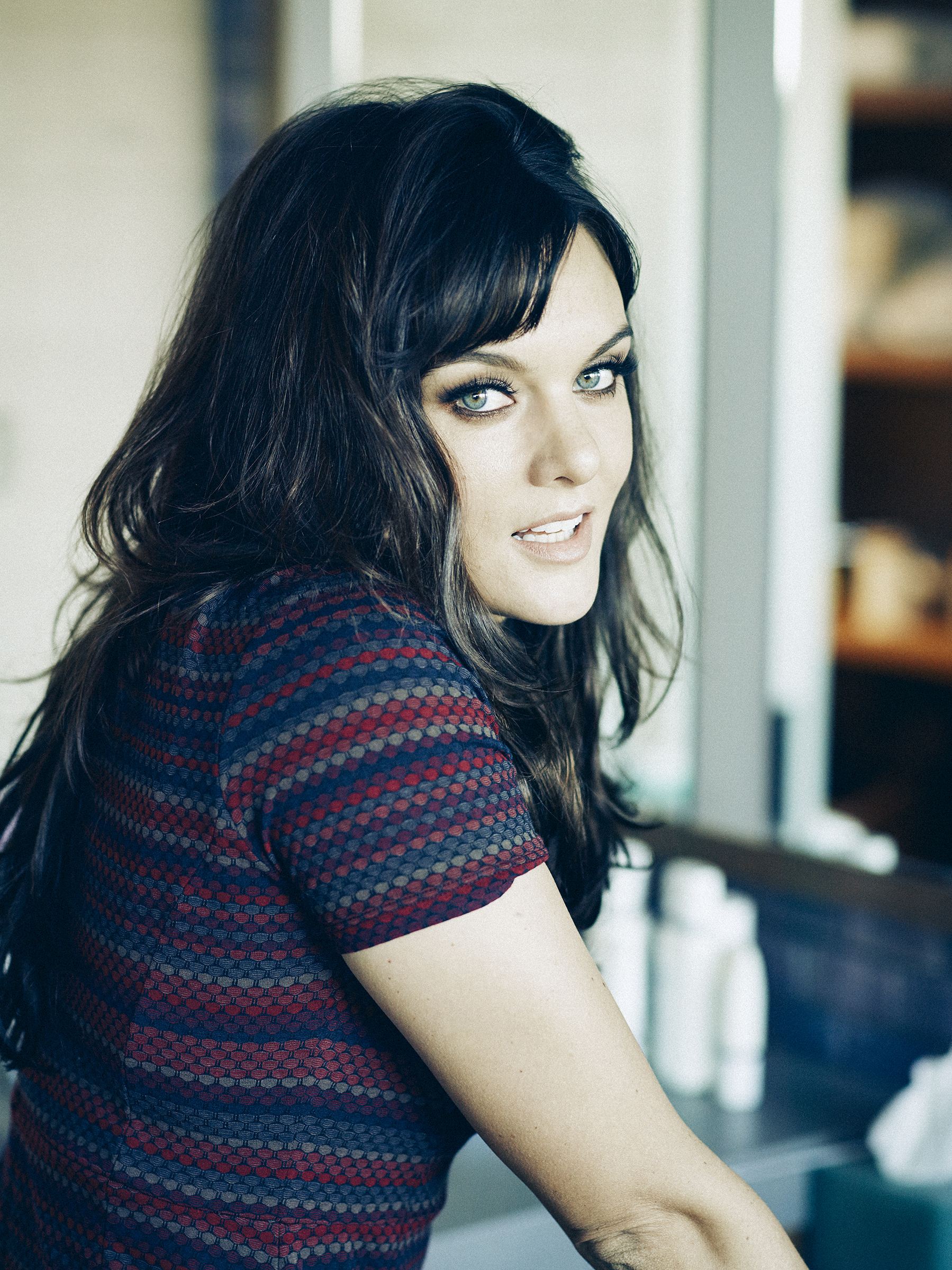
Frankie Shaw, interprète de Shayla.
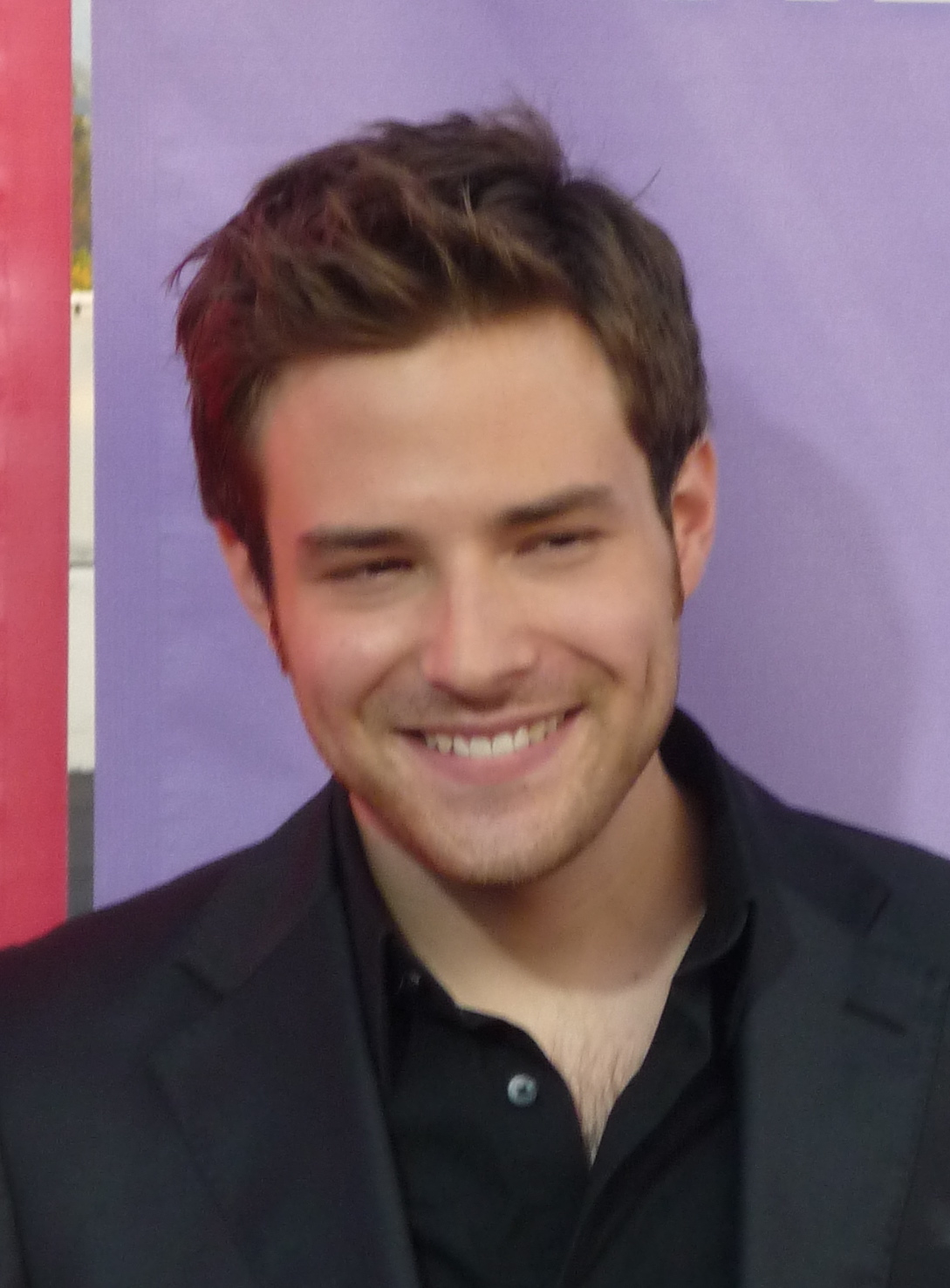
Ben Rappaport, interprète d’Ollie Parker.

## Production

### Développement

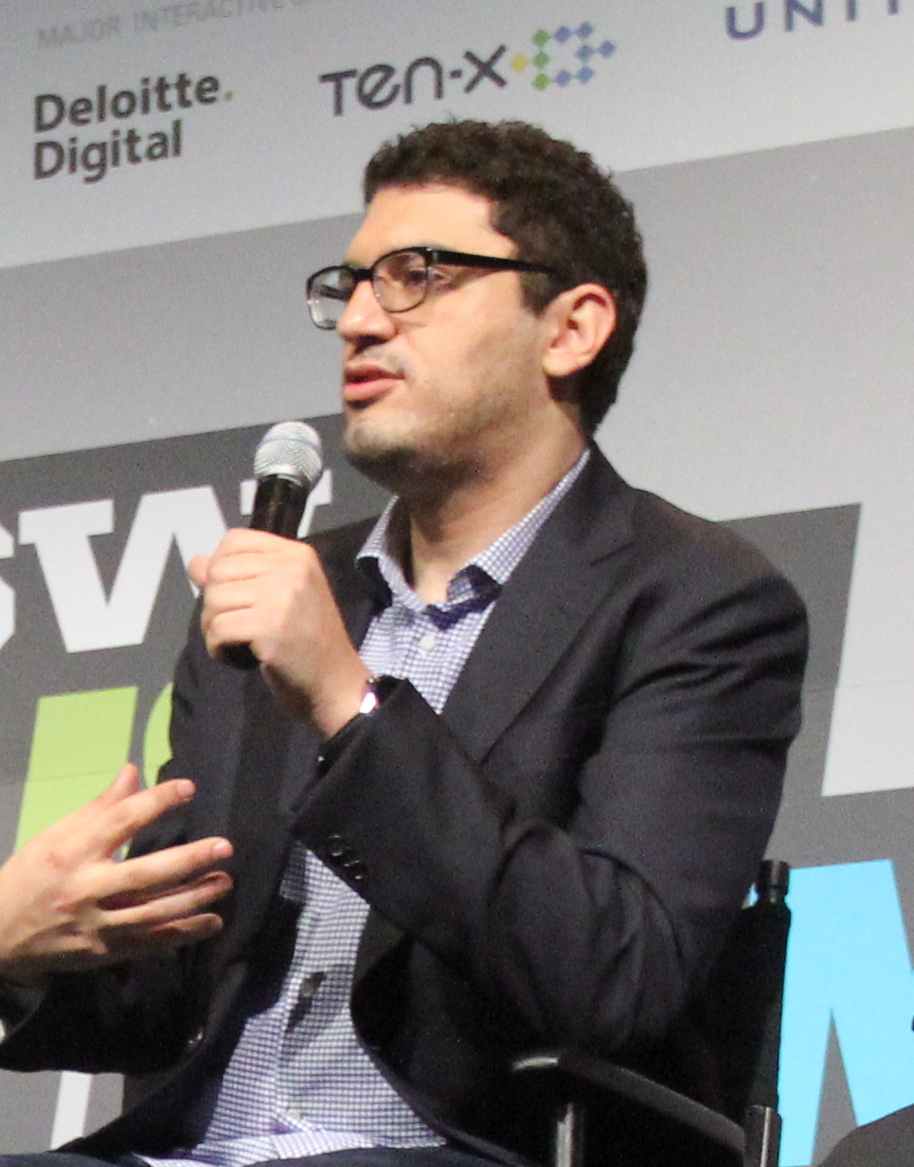
Sam Esmail, créateur, producteur exécutif et principal scénariste de Mr. Robot.

Sam Esmail a commencé à écrire Mr. Robot comme un long métrage mais l’a transformé en une série télévisée quand le projet est devenu trop long. Pour lui, la première saison ne constitue que l’introduction du récit global. Sam Esmail connaît la fin de la série depuis le début du projet. USA Network a commandé le pilote en juillet 2014 et l’ensemble des dix épisodes en décembre 2014.

### Attribution des rôles
L’annonce de l'attribution des rôles s’est faite dans cet ordre : Rami Malek le 9 septembre 2014, Carly Chaikin et Portia Doubleday le 11 septembre, Martin Wallström le 17 octobre, Christian Slater le 21 octobre 2014.
Il a fallu que Sam Esmail auditionne une centaine d’acteurs pour trouver en septembre 2014 l’interprète d’Elliot, Rami Malek,. L’acteur s’est tout de suite fortement impliqué dans la compréhension de la personnalité si complexe d’Elliot. Rami Malek a été dès le début de la production au courant des différents rebondissements et révélations qui égrènent la première saison. Pour Sam Esmail, l’intensité de la série repose pour beaucoup sur la performance de Rami Malek.
Christian Slater a demandé à Sam Esmail d’être au courant des rebondissements de la première saison le concernant dès la lecture du script du pilote. Il reconnaît avoir eu du mal à garder le secret avant que les épisodes ne soient projetés sur USA Network.
Le 29 janvier 2016, Grace Gummer décroche un rôle principal d'un agent du FBI pour la deuxième saison.
En mars 2016, il est annoncé que Michael Cristofer et Stephanie Corneliussen passeront réguliers à partir de la deuxième saison. Il est aussi annoncé que le rappeur Joey Badass et l'acteur Chris Conroy rejoignent la distribution pour incarner respectivement Leon, un voisin d'Elliot, et Derek, un homme qui entrera dans la vie de Joanna Wellick.

### Tournage

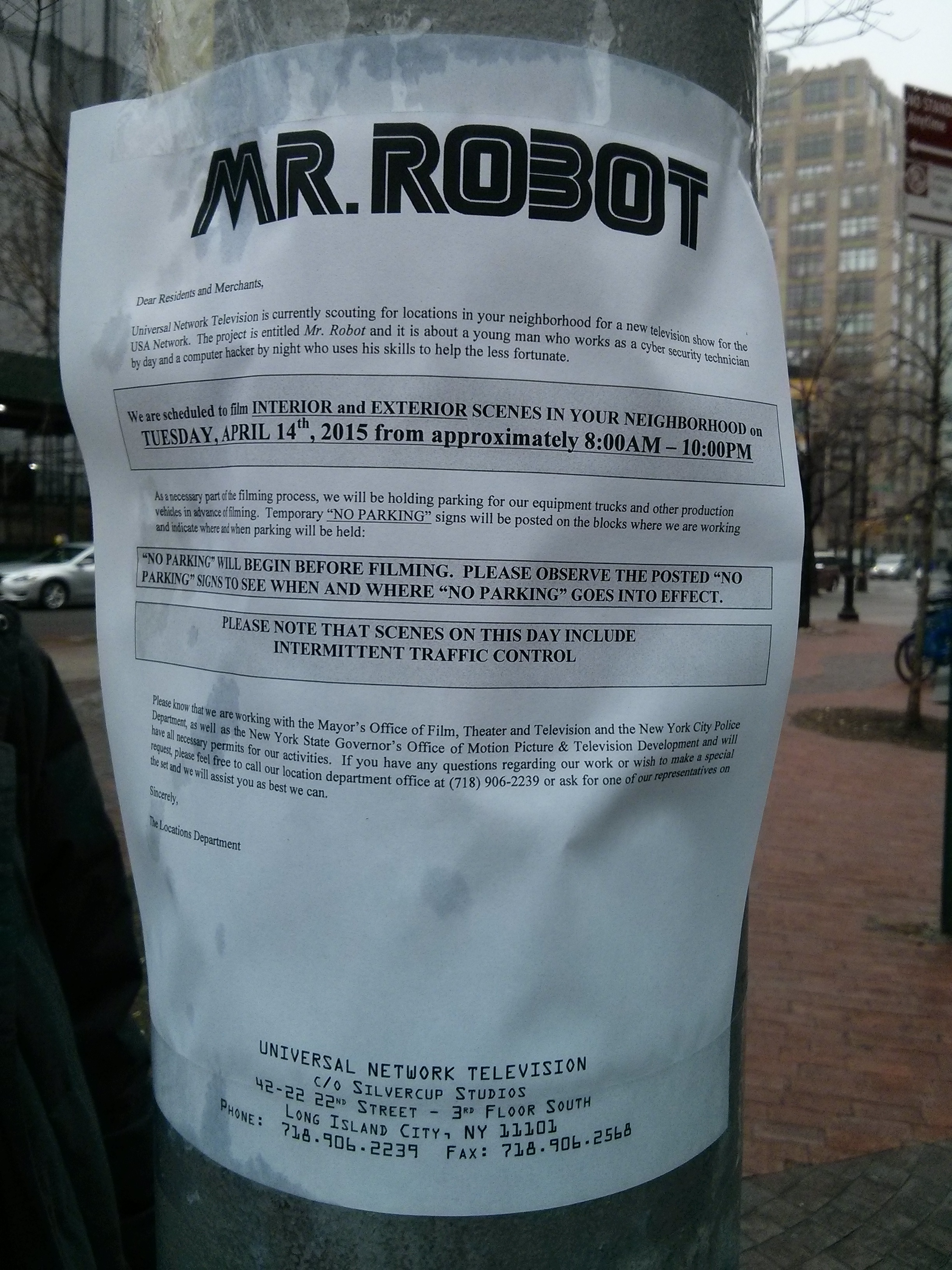
Affiche dans les quartiers de New York, avertissant les habitants que le tournage débuterait le 14 avril 2015.

Le tournage a débuté à New York le 13 avril 2015. Le bâtiment où opèrent les membres de Fsociety a été filmé à Coney Island. Comme il était impossible de vider sur commande Times Square pour la scène de l’épisode final, elle a été tournée tard dans la nuit peu avant le weekend du 4 juillet, le Jour de l’Indépendance.
Pendant le tournage des scènes en voix off de Rami Malek, pour rendre son interprétation plus intense, l’acteur portait une oreillette dans laquelle on lui lisait le texte sauf au cours du pilote pour lequel il avait appris le texte. Pour lui parler dans l’oreillette, après un essai non concluant avec Sam Esmail, c’est une jeune femme à la voix « magnétique » qui a été sélectionnée à la suite d'une brève audition. Rami Malek enregistrait la voix off dès le tournage de l’épisode achevé. À sa demande, Rami Malek a demandé conseil à un psychiatre pour perfectionner son rôle.
Les acteurs ont suivi des cours de hacking et Rami Malek a dû prendre des cours de dactylographie pour plus de réalisme dans les nombreuses scènes où ses doigts s’activent sur un clavier.

### Bande originale
Le créateur de la série, Sam Esmail, a fait appel au compositeur Mac Quayle pour travailler sur la bande originale de la série. Esmail voulait une musique totalement électronique, intense et sombre. Pour Mac Quayle, cet objectif a été globalement rempli avec aucune présence de véritables instruments excepté un peu de piano. Il disposait de deux semaines pour rendre la bande originale, un délai qui s’est progressivement réduit à une semaine pour les derniers épisodes. Les années 1980 sont présentes avec des morceaux de Brian Eno, Cabaret Voltaire et Tangerine Dream. Dans le premier épisode, on peut entendre If You Go Away, une reprise de Ne me quitte pas par Neil Diamond. Dans les derniers épisodes, la version originale de « ne me quitte pas » de Jacques Brel est d’ailleurs utilisée en écho au pilote. On notera également un morceau d'Erik Satie, musicien français (piano uniquement).
Where Is My Mind?, en fin d’épisode 9 sur une version piano de Maxence Cyrin, est un clin d’œil de Sam Esmail au film Fight Club qui l’a popularisé en 1999 et dont la thématique du film renvoie à Mr. Robot.

### Promotion de la série
La campagne de promotion de Mr. Robot s’est faite de manière non conventionnelle pour toucher le public le plus sensible aux thématiques de la série en misant sur les réseaux sociaux et la viralité. La première projection du pilote – au salon SXSW d’Austin en mars 2015 – était précédée d’une première accroche réalisée auprès des utilisateurs du Wi-Fi de l’aéroport d’Austin qui leur faisait croire que leur connexion était fournie gratuitement par Mr. Robot. Le pilote a remporté le prix « Audience Award for Episodic Programming » du SXSW.
Un site ouvert par USA Network qui demandait « Who Is Mr. Robot? » invitait les internautes à communiquer leur courriel. Ces derniers ont reçu un mois plus tard un courriel à décrypter et visualiser des messages anticapitalistes. Sur Facebook, un clip montrait Elliot fumant du cannabis. Le pilote a été projeté auprès des employés de Google et vu par 25 000 d’entre eux à travers le monde. De même 35 000 étudiants l’ont visionné sur 14 campus des États-Unis.
Une projection du pilote réservée aux membres de la plateforme de joueurs en ligne Twitch fin mai a été suivie le 18 juin 2015 par un direct lors du salon international du jeu vidéo E3 à Los Angeles où 50 participants gagnaient toutes les demi-heures de 10 $ à 5 000 $ pour un total de 100 000 $ distribués. Il a ensuite été diffusé sur différentes plateformes comme Amazon, Hulu, iTunes, YouTube, Xbox et EW.com.
Lors de la première diffusion sur USA Network le 24 juin 2015, la campagne « 10 secondes de gloire » invite les internautes à fournir une image qui serait affichée pendant 10 secondes sur Times Square à New York. Un pseudo piratage fait alors croire aux internautes à une prise de contrôle de la campagne et montre une vidéo fictionnelle de Times Square où sept panneaux publicitaires affichent le message « Jane Smith has joined the revolution ».
En juillet 2015, Logan Hicks et Joe Iurato – des artistes de « street art » – ont réalisé des pochoirs inspirés du personnage d’Elliot sur des portes du quartier sud de Manhattan. Des photos et des vidéos de ces œuvres réalisées en présence de Rami Malek ont ensuite été diffusées sur les réseaux sociaux.
Le premier épisode de la deuxième saison a « officiellement » fuité du 10 au 13 juillet 2016 sur Twitter, Snapchat, YouTube et le site de USA Network, avant sa diffusion normale sur USA Network le 13 juillet.

### Diffusion
La diffusion de l’épisode final de la première saison, prévue le 26 août 2015, a été reportée à la dernière minute d’une semaine. USA Network a pris cette décision à la suite de la tuerie survenue un peu plus tôt ce même jour en Virginie de deux journalistes en direct à la télévision et des similitudes de ce drame avec la scène de l’épisode final.
| Saison | Nombre d'épisodes | Diffusion originale | Diffusion originale | Diffusion originale |
| Saison | Nombre d'épisodes | Années              | Début de saison     | Fin de saison       |
| ------ | ----------------- | ------------------- | ------------------- | ------------------- |
| 1      | 10                | 2015                | 24 juin 2015        | 2 septembre 2015    |
| 2      | 12                | 2016                | 13 juillet 2016     | 21 septembre 2016   |
| 3      | 10                | 2017                | 11 octobre 2017     | 13 décembre 2017    |
| 4      | 13                | 2019                | 7 octobre 2019      | 22 décembre 2019    |

## Épisodes
À noter que les titres des épisodes des trois premières saisons sont écrits en Leet speak. Les titres de la quatrième saison sont inspirés des codes d'erreur du protocole HTTP (voir liste des codes HTTP).

### Deuxième saison (2016)
Le 24 juin 2015, la série a été renouvelée pour une deuxième saison. Sa diffusion a débuté le 13 juillet 2016.

### Troisième saison (2017)
Le 16 août 2016, USA Network annonce le renouvellement de la série pour une troisième saison de dix épisodes qui sont diffusés à partir du 11 octobre 2017.

### Quatrième saison (2019)
Le 13 décembre 2017, USA Network annonce le renouvellement de la série pour une quatrième saison. Le 27 août 2019, USA Network publie sur Twitter une bande-annonce de cette saison et dévoile sa date de sortie, le 6 octobre 2019.

## Univers de la série

### Santé mentale d’Elliot
Pour le créateur de la série, Sam Esmail, Elliot souffre d’un trouble dissociatif de l'identité qui, conjugué à son addiction à la morphine, est à l’origine de ses hallucinations et de sa paranoïa,,. Pour le docteur Paul Puri, psychiatre consultant pour le magazine en ligne Vulture, Elliot souffrirait d’un trouble dissociatif sévère et ne correspondrait pas aux schémas habituels de la schizophrénie. On observe cependant une prédominance d'hallucinations visuelles mais aussi auditives, des difficultés à distinguer le réel de l'imaginaire et un comportement morbide, suicidaire.
Les symptômes seraient majorés par la toxicomanie du personnage éponyme qui le rendrait beaucoup plus sensible à une foule d’éléments susceptibles de faire l'objet d'une interprétation erronée. Pour Sam Esmail la série est l’histoire d’une personne qui prend conscience devant nous qu’elle souffre d’un trouble dissociatif de l’identité. La série porte sur la relation spéciale qu’entretient Elliot avec le fantôme de son père personnifié par Mr. Robot.

#### Révélations finales
Le personnage que l'on suit depuis le début n'est pas le vrai Elliot, mais l'une des personnalités créées par un Elliot, traumatisé par l'inceste qu'il a subi de son père. Dans les personnalités, on compte notamment une version d’Elliot enfant, une version différente de sa mère, une version améliorée de son père (Mr. Robot) et un hacker souffrant de phobie sociale ayant une haine profonde envers la société. Cette dernière personnalité a pris le contrôle d’Elliot et a envoyé le vrai Elliot dans un monde idéal créé par la personnalité du hacker. L'Elliot que l'on suit depuis le début de la série n'est donc qu'une partie de la personnalité du vrai Elliot.

### Rapport à la société numérique
L’une des thématiques de Mr. Robot porte sur les opportunités et les dangers de la société numérique. Sam Esmail, qui est d'origine égyptienne, a été impressionné par le printemps arabe en 2010 - 2011 et l’efficacité avec laquelle la jeunesse a su utiliser les réseaux sociaux dans cette lutte contre le pouvoir en place. C’est l’un des événements qui l’a inspiré pour l’écriture de Mr. Robot. Des événements externes concomitants à l’écriture ou la diffusion de la série donnent une plus grande acuité à Mr. Robot et à son développement. Ainsi le piratage de Sony Pictures en novembre 2014 s’est déroulé au moment où USA Network commandait à Sam Esmail les dix épisodes de la série. Des mouvements comme Occupy Wall Street en 2011 qui fustige le monde de la finance et le piratage du site de rencontres en ligne Ashley Madison en juillet 2015 trouvent un écho notamment dans l’épisode final,,.
Uber – qui a subi un vol de données en 2014 – a invité Rami Malek le 13 octobre 2015 à une conférence interne sur la sécurité informatique.

### Anticapitalisme
Par leurs actions de hacking, Elliot cherche à soulager Angela du remboursement de son prêt étudiant et Fsociety a pour objectif d’annuler les crédits contractés par des millions d’Américains auprès du conglomérat E. Corp pour engager la plus grosse redistribution de richesse de l’histoire,. Pour Sam Esmail, qui vient seulement de finir de rembourser son prêt étudiant, le système de prêt bancaire est corrompu, car il cherche plus à maintenir les gens dans l’endettement qu’à booster l’économie. Pour lui le capitalisme s’est perverti pour ne finir par profiter qu’aux mauvaises personnes. Il s’étonne lui-même qu’USA Network ne lui ait pas demandé d’atténuer dans la série ce discours typique du mouvement Occupy Wall Street. Esmail s’est inspiré du logo de l’entreprise Enron – à l’origine d’un énorme scandale financier en 2001 – pour créer celui d’E. Corp.

### Outils des hackers
Sam Esmail s'est appuyé sur un ancien hacker aujourd'hui consultant de grandes entreprises, Kor Adana, pour donner l'illusion que tout est crédible en matière de hacking en s’appuyant au maximum sur les technologies telles qu’elles existent. Elliot utilise ainsi DeepSound pour cacher ses photos de famille dans des fichiers audio. Il se sert de ProtonMail pour assurer le secret de ses courriels par un chiffrement de bout en bout. Il pirate les badges de Steel Mountain avec le lecteur à longue distance de puce RFID de Bishop Fox. Kali Linux permet aux membres de Fsociety de tester la sécurité des systèmes et de déchiffrer des mots de passe Wi-Fi et d’outrepasser les antivirus. Elliot installe un Raspberry Pi à Steel Mountain pour créer un réseau privé virtuel (VPN) et accéder au réseau local depuis Internet et faire brûler les sauvegardes. Avec John the Ripper Elliot déchiffre le mot de passe de Tyrell. Metasploit lui permet d’exploiter les vulnérabilités des systèmes. Il fait du « SMS spoofing » en remplaçant l’envoyeur avec le Social Engineering Toolkit (SET) de TrustedSec. AllSafe emploie le RSA SecurID qui permet une authentification forte avec un mot de passe qui change toutes les minutes. Quant à Tyrell il installe FlexiSpy sur un smartphone pour espionner son contenu. Elliot utilise l'outil Rkhunter pour tenter de détecter la présence de rootkit sur son ordinateur.
Les discussions entre les scénaristes et les développeurs de ProtonMail ont même poussé ces derniers à intégrer une fonction imaginée par les scénaristes pour Elliot à savoir la possibilité d'auditer les accès à son propre compte grâce à un historique des connexions.

### Points de vue deshackers
Edward Snowden, à l’origine des révélations sur plusieurs programmes de surveillance de masse américains, est un fan de la série dans laquelle il apprécie les technologies de hacking mises en scène, beaucoup plus exactes qu’elles ne le sont habituellement montrées à la télévision.
Pour Ian Reynolds, un ancien hacker aujourd’hui consultant en sécurité, le stéréotype du hacker asocial est dépassé. Pour être à même d'obtenir un service ou de récupérer des mots de passe par ingénierie sociale, le hacker doit être suffisamment sociable pour arriver à manipuler sa cible.

### Titres de la série et des épisodes
La plupart des titres des épisodes portent plusieurs significations à la fois : technique liée au piratage, référence à l’intrigue et caractère d’un personnage. Ainsi, le titre du pilote, « hellofriend » fait référence au premier message « Hello world ! » qu’un programmeur débutant affiche sur son écran. « Hello Friend » est aussi le premier message par lequel Elliot est contacté par Fsociety. Enfin « Hello, world », utilisé aussi en informatique pour indiquer le bon fonctionnement d’un programme, nous renvoie à l’état mental dysfonctionnel d’Elliot.
La terminaison des titres correspond à des types d’extensions de noms de fichiers informatiques. Dans la première saison, il s'agit de fichiers vidéo : mov, mpeg, mkv, wmv, flv, mp4, avi, asf, m4v… Dans la deuxième saison, ce sont des formats de fichiers chiffrés : tc, ksd, asec, hc, aes, fve, axx…. Pour la troisième saison, les extensions font référence essentiellement à des systèmes de gestion de fichiers, compressés ou non : gz, r00, chk, torrent, ko, h, so. Pour le dernier épisode, shutdown-r correspond à une commande de redémarrage sous Linux ou Windows. Dans la quatrième saison, diffusée en 2019, les noms des épisodes font référence à des codes d'erreur client HTTP tel que « 401 Unauthorized » ou encore la plus connue « 404 Not Found ».
Le titre de la série Mr. Robot fait référence à la vie que nous exécutons comme des automates. Sam Esmail voulait aussi un titre qui combine la technologie et l’humanité, l’une des thématiques de la série. Mr. Robot évoque aussi les noms un peu maladroits des devantures des petites boutiques d’ordinateurs d’antan.

### Influences cinématographiques
Mr. Robot rend hommage à plusieurs œuvres cinématographiques comme le reconnaît lui-même Sam Esmail. Fight Club de David Fincher sorti en 1999 possède un discours anticapitaliste avec un narrateur en voix off sujet au dédoublement de la personnalité. Taxi Driver de Martin Scorsese sorti en 1976 utilise avec brio la voix off du héros pour nous faire rentrer dans sa tête et créer un lien très fort avec le personnage. American Psycho de Mary Harron sorti en 2000 met en scène une vision satirique du monde de l’entreprise. Il y a aussi toute l’œuvre de Stanley Kubrick avec les lunettes de Darlene, faisant penser à celle de l'héroïne de Lolita, ou encore le clin d’œil au Docteur Folamour dans le final.
On peut noter aussi la référence à Matrix quand Mr Robot explique à Elliot qu’il sait que quelque chose ne va pas et qu’il peut l’aider à comprendre comme Morphéus le dit à Néo, de plus le nom de famille d'Elliot, Alderson, rappelle celui de Néo, Anderson. Dans le quatrième épisode, lorsque Fernando Vera est avec son avocate et son frère, ce dernier affirme que les noms de code donnés à Vera pour parler de ses trafics sur Twitter était une bonne idée infaillible, son avocate répond alors : « Les gars, ce n’est pas Imitation Game. ». Faisant référence au film biographique du même nom, basé sur une histoire vraie et qui parle d’Alan Turing et de son incroyable intelligence pour avoir brisé le chiffrement des messages envoyés par les nazis via Enigma, lors de la Seconde Guerre mondiale.

### Masque deFsociety
Le masque porté par Mr Robot puis par les protestataires de Times Square dans l’épisode final de la saison 1 fait référence au masque de Guy Fawkes porté par les membres du collectif hacktiviste Anonymous et ses sympathisants, et repris dans le mouvement Occupy Wall Street en 2011.
D'un point de vue fictionnel, le masque a pour origine un film d'horreur des années 1980, un slasher, qu'Elliot et Darlène adoraient dans leur enfance, The Careful Massacre of the Bourgeoisie. Adam Penn, l'un des créateurs de Mr. Robot, a écrit et réalisé les huit premières minutes de ce pseudo film. Elles ont été rendues disponibles sur le site de USA Network dès la diffusion de l'épisode 4 de la saison 2 dans lequel Elliot et Darlène le regardent. Il met en scène un frère et une sœur attendant des amis pour une fête et qui se font assassiner par un homme portant le masque repris par Fsociety.

## Diffusion
La série est diffusée diffusée entre le 24 juin 2015 et le 22 décembre 2019 sur USA Network, et depuis le 5 septembre 2015 sur Showcase au Canada. Le pilote a été diffusé dès le 26 mai 2015 sur plusieurs plateformes de VOD en partie pour anticiper le piratage ou le partage de vidéos.
En Belgique, la série est diffusée depuis le 31 août 2016 sur La Deux, en France, depuis le 19 septembre 2016 sur France 2, au Québec, depuis le 11 octobre 2016 sur AddikTV. 

## Accueil

### Aux États-Unis
Le pilote a attiré 1,75 million de téléspectateurs lors de sa diffusion le 24 juin 2015 et près de 3 millions de personnes lors de sa pré-diffusion sur différentes plateformes de VOD. La série complète obtient une audience moyenne par épisode de 1,39 million de téléspectateurs en première diffusion. Au 3 septembre 2015, lendemain du final, les épisodes ont été vus 17,4 millions de fois sur l’ensemble des plateformes et canaux de diffusion. Par ailleurs, au mois d’août 2015, Mr. Robot est la série la plus téléchargée sur les trois plus gros sites de BitTorrent.
Sur Metacritic, la série obtient un score de critiques positives de 79 % en saison 1 et 81 % en saison 2. Sur Rotten Tomatoes, le score global est de 98 % en saison 1 et 94 % en saison 2 et Mr. Robot est la première série à réaliser un score de 100 % à chaque épisode .

### En France
La série reçoit un accueil très positif. Pour Télérama, le pilote est « Intense malgré quelques lourdeurs, joliment réalisé et impeccablement incarné. » Pour Arte, le pilote de « Mr. Robot opère une synthèse ambitieuse des problématiques actuelles sur le droit à l'information tout en restant complexe dans le traitement de ses personnages. »
Pour Allociné, « Mr Robot est un thriller qui a une résonance toute particulière et dit beaucoup sur notre société hyper-connectée, hyper-surveillée… Elle joue sur nos peurs modernes avec brio. » Pour le Monde des séries, « Sam Esmail livre le scénario le plus complexe et le plus palpitant de cette première partie d’année 2015 […] La série renverse totalement le vieux concept de l’illusion du réel pour mettre en scène une réalité de l’illusion jusqu’à l’ultime chapitre où tout est à nouveau inversé. » Pour Sitegeek, « Mr Robot plaira aussi aux cinéphiles. L’image est sombre, profonde, subtile. […] Chaque plan, léché jusqu’au sublime, contribue à l’intensité dramatique. Et l’ambiance musicale, entre rock indé et longues nappes hypnotiques, accompagne la plongée irrémédiable dans l’abîme. » Pour Critictoo, « Sonnant parfois comme un pamphlet anticapitaliste, Mr. Robot utilise surtout des codes établis pour explorer la relation que nous entretenons avec le système économique auquel nous avons décidé de tout donner. » Pour Les Inrocks, Mr. Robot est « une fable politico-cynique que l’on suit avant tout pour son héros parfaitement fou, perdu entre illusions et réalité. »

### Autre
Selon The Guardian en 2016, « Mr. Robot est l’une des séries les plus excitantes du moment, car elle refuse de jouer selon les règles ».

## Distinctions

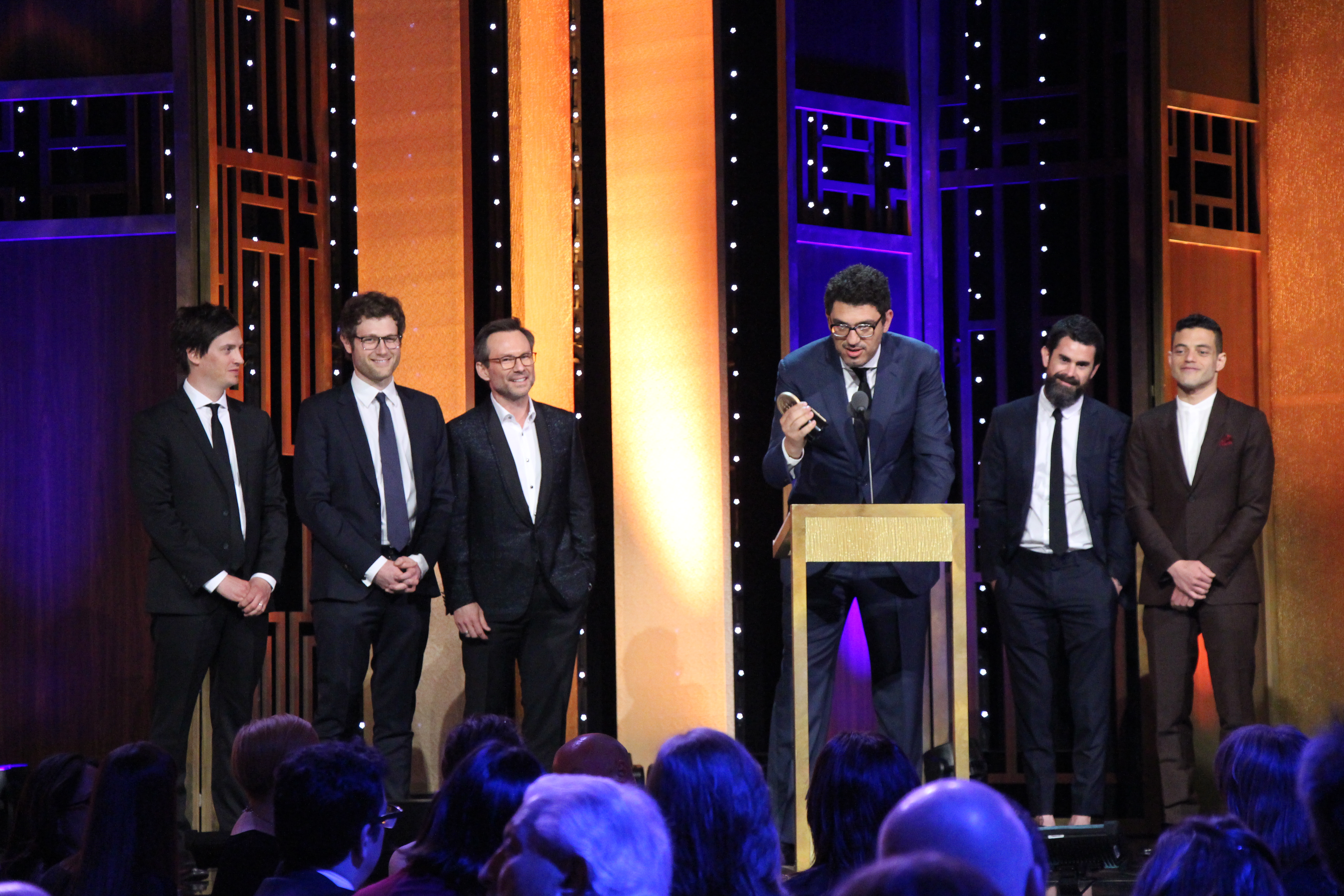
Récompense pour Mr. Robot à la 75e édition annuelle du Peabody Awards. De gauche à droite : Christian Slater, Sam Esmail et Rami Malek.

### Récompenses
- Gotham Independent Film Awards 2015 : meilleure série de forme longue
- Golden Globes 2016 : meilleure série télévisée dramatique
- Golden Globes 2016 : meilleur acteur dans un second rôle dans une série, une mini-série ou un téléfilm pour Christian Slater
- 6th Critics' Choice Television Awards (2016) : meilleure série dramatique
- 6th Critics' Choice Television Awards (2016) : meilleur acteur pour Rami Malek
- 6th Critics' Choice Television Awards (2016) : meilleur acteur dans un second rôle pour Christian Slater
- Séries Mania 2016 : prix de l'Association française des critiques de séries.
- TCA Awards 2016 : meilleure nouveauté dramatique.
- 75e édition annuelle du Peabody Awards 2016.
- Emmy Awards 2016 : meilleur acteur série dramatique pour Rami Malek.

### Nominations
- Golden Globes 2016 : meilleur acteur dans une série dramatique pour Rami Malek
- Screen Actors Guild Awards 2016 : meilleur acteur dans une série dramatique pour Rami Malek
- Writers Guild of America Awards 2016 : meilleur scénario de série dramatique et de nouvelle série[85]
- Golden Globes 2020 : Meilleur acteur dans une série dramatique pour Rami Malek

## Produits dérivés

### Sorties DVD et disque Blu-ray
La première saison de Mr. Robot est disponible en DVD et en Blu-ray en anglais pour toutes les zones depuis le 12 janvier 2016. Ils sont édités par Universal Pictures Home Entertainment. La sortie de la saison 2 en anglais est prévue pour le 10 janvier 2017.
La première saison est sortie en français le 4 octobre 2016 en DVD et en Blu-ray. La sortie de la saison 2 en français est prévue pour le 13 décembre 2016.
Ces sorties DVD et disque Blu-Ray propose des contenus inédits sous forme de scènes supplémentaires et supprimés.

### Bande originale
La bande originale, composée par Cliff Martinez et Mac Quayle, est sortie en deux volumes CD en juin 2016,.